# Dysphania botrys
Espèce
Dysphania botrys, en français Ansérine à épis, Chénopode à grappes, Chénopode botryde ou Chénopode botrys, est une espèce de plantes à fleurs de la famille des Amaranthaceae et du genre Dysphania.

## Répartition
L'espèce est originaire d'Europe du Sud, du Moyen-Orient et d'Asie centrale, du Portugal à l'ouest, à la Mongolie à l'est, au sud jusqu'en Arabie, au nord jusqu'au Kazakhstan. Elle a été introduite en Amérique du Nord, en Europe du Nord et en Afrique du Nord.

## Taxonomie
L'espèce a été initialement classée dans le genre Chenopodium sous le basionyme Chenopodium botrys par le naturaliste suédois Carl von Linné en 1753. Elle est déplacée dans le genre Dysphania par Sergei Leonidovich Mosyakin et Steven Earl Clemants en 2002.
Ce taxon porte en français les noms vernaculaires ou normalisés suivants : Herbe à printemps,, Piment botris, Chénopode botrys,, Chénopode botryde, Chénopode en grappe,, Ansérine à épis, Chénopode botride, Piment, Chénopode à grappes.
Dysphania botrys a pour synonymes :
- Ambrina botrys (L.) Moq.
- Ambrina foetida Moq.
- Atriplex botrys (L.) Crantz
- Botrydium aromaticum Spach
- Botrydium botrys (L.) Small
- Botrys aromatica Nieuwl.
- Chenopodium aromaticum
- Chenopodium botrydium St.-Lag.
- Chenopodium botryoides Raf.
- Chenopodium botryoides Raf. ex Moq.
- Chenopodium botrys L.
- Chenopodium ilicifolium Griff.
- Chenopodium nepalense Moq.
- Neobotrydium botrys (L.) Moldenke
- Roubieva botrys (L.) Fuss
- Teloxys botrys (L.) W.A.Weber
- Vulvaria botrys Bubani